# Jekaterina Michailowna Misulina

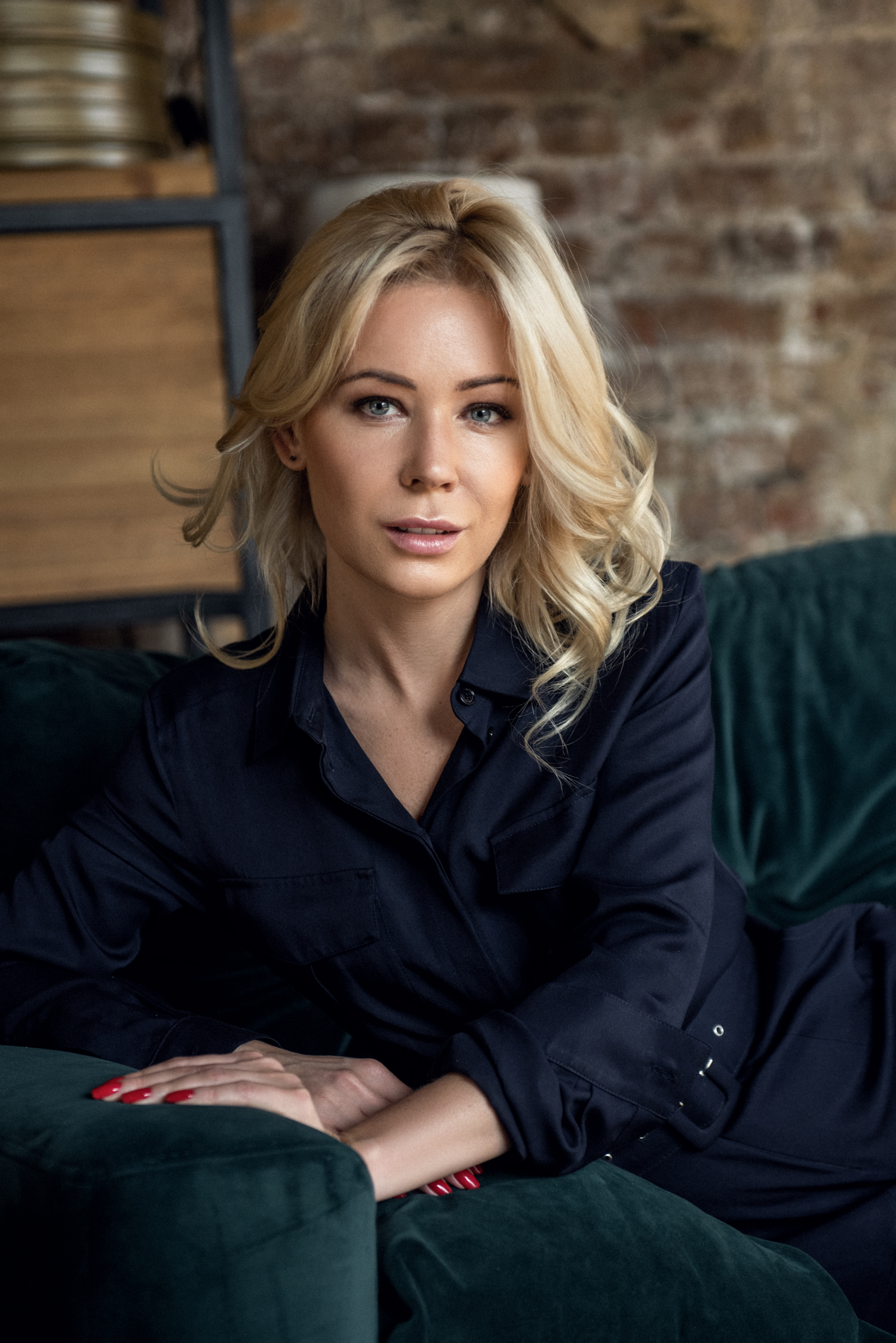
Jekaterina Michailowna Misulina

Jekaterina Michailowna Misulina (russisch Екатерина Михайловна Мизулина, * 1. September 1984 in Jaroslawl) ist eine russische Politikerin, Aktivistin und Leiterin der „Liga für Internetsicherheit“, einer GONGO zur Durchsetzung der Internetzensur. Sie ist die Tochter des ehemaligen Mitglieds des Oberhauses des russischen Parlaments, Jelena Misulina.
Misulina und die von ihr geleitete Liga stehen auf den Sanktionslisten der EU, der Ukraine und Kanadas wegen Aktivitäten mit dem Ziel, die Meinungsfreiheit in Russland zu beschränken und Desinformation und Propaganda zu verbreiten.

## Lebenslauf
Jekaterina Misulina kam am 1. September 1984 in Jaroslawl auf die Welt. Ihr Vater, Michail Misulin, war an der Philosophischen Fakultät der örtlichen Universität tätig, ihre Mutter Jelena arbeitete damals beim regionalen Gericht.
Im Jahr 2004 schloss Misulina ihr Studium der Kunstgeschichte und Indonesischen Sprache an der SOAS University of London ab. 2010 erlangte sie ihren zweiten Abschluss am Institut für die Länder Asiens und Afrikas an der Moskauer Staatlichen Universität. Während ihrer Studienzeit jobbte sie u. a. als Dolmetscherin für Chinesisch bei den Olympischen Spielen in Peking.
Seit 2015 ist Misulina im Umfeld von Konstantin Malofeew tätig, eines Milliardärs mit engen Verbindungen zur Russischen Orthodoxen Kirche und zum Kreml. Seit Ende 2017 leitet sie die Liga für Internetsicherheit. Die Liga war im Jahr 2012 eine der Mitinitiatoren des Einheitlichen Registers verbotener Internetseiten, einer Liste von Internetressourcen, die in Russland nicht mehr aufrufbar sein sollen.

## Aktivitäten in derLiga für Internetsicherheit
Die Liga wurde im Jahr 2011 mit dem Ziel einer inhaltlichen Kontrolle und Zensur des russischen Internet ins Leben gerufen. Sie erfuhr politische Unterstützung von Seiten der russischen Regierung und der Staatsduma, für die die Liga ein Instrument zur Durchsetzung der gegen Meinungsfreiheit im digitalen Raum gerichteten Regierungsagenda ist.
Unter Misulinas Leitung erhielt die Liga zusätzliche Aufmerksamkeit und öffentliche Reichweite. Mit medienwirksam eingereichten Anzeigen gegen Personen des öffentlichen Lebens, häufig Musiker, wegen vorgeblicher Verstöße, wie der sog. „Propaganda von Drogen“, schaffte Misulina es regelmäßig, Schlagzeilen zu produzieren.
Am 4. April 2022 bat Misulina die Staatsanwaltschaft und die Medienaufsichtsbehörde Roskomnadsor, zu überprüfen, ob die Wikipedia wegen sog. Verbreitung von Fakes über den Überfall Russlands auf die Ukraine strafrechtlich zu belangen sei. Am selben Tag hat Roskomnadsor die Administration der russischsprachigen Wikipedia aufgefordert, Informationen aus mehreren Artikeln, darunter über die Kriegsverbrechen der russischen Armee, zu entfernen. Im Mai 2022 bezeichnete Misulina in einem Interview beim Medienhaus Rossija Sewodnja die Tatsache, dass zahlreiche Menschen Russland nach dem 24. Februar 2024 verlassen hätten, als „Säuberung von unerwünschten Bürgern“. Sie erneuerte bei dieser Gelegenheit ihre Drohungen gegen die Wikipedia und Google, man werde zuerst die Ukraine von Nazis und Bandera-Anhängern säubern, und sich dann Google und Wikipedia vornehmen.

## Kritik
Misulina wird vorgeworfen, Denunziantentum zu ihrem Geschäftsmodell gemacht und dabei der Meinungs- und Internetfreiheit in Russland schweren Schaden zugefügt zu haben. In ihrem selbsterklärten Kreuzzug gegen „liberale Werte“ lässt sie sich auch nicht dadurch aufhalten, dass die von ihr angeschwärzten Personen realer Gefährdung, z. B. durch Verurteilungen zu langjährigen Haftstrafen, ausgesetzt sind. Seit dem 29. Januar 2024 findet Misulina sich auf der Sanktionsliste der EU wegen schweren und systematischen Verstößen gegen das Recht auf Meinungsfreiheit und freie Meinungsäußerung. Infolgedessen ist ihr u. a. die Einreise in die EU verboten.

## Privates
Misulina ist nicht verheiratet und kinderlos. An Neujahr 2025 zeigte sie sich auf einem Foto auf Telegram zusammen mit dem russischen Sänger Shaman. Dies befeuerte Gerüchte, sie sei der Grund seiner kürzlich vollzogenen Trennung von dessen Ehefrau und langjährigen Managerin gewesen. 
Beides steht im Kontrast zu Misulinas Einsatz für sog. „traditionelle Werte“, unter anderem ihre Unterstützung für Initiativen der russ. Regierung, die angeblich in Russland Fuß fassende „Child-free Ideologie“ zu verbieten. Bei einem Treffen mit Studierenden an der Universität der Hauptstadt Tatarstans, Kasan, im Februar 2024 ist Misulina mit diesen Widersprüchen öffentlich konfrontiert worden.
Misulina wird ein Hang zu Luxuswaren nachgesagt. So schätzte Alexej Nawalnys Stiftung für Korruptionsbekämpfung den Gesamtwert ihrer Garderobe auf mehr als 27 Mio. RUB (ca. 250.000 EUR). Auf Fotos ist sie mit einer Uhr der Luxusmarke Breguet zum Preis von ca. 11 Mio. RUB zu sehen, zudem in Kleidung und mit Accessoires von Burberry, Dolce&Gabbana, Hermès oder Christian Louboutin. Sie soll zudem Eigentümerin eines Apartments im Wert von ca. 200 Mio. RUB im Zentrum Moskaus sein. Nawalnys Team unterstreicht, dass weder ihr eigenes Einkommen noch dasjenige ihrer Eltern ausreichten, um diesen Lebenswandel zu finanzieren.